# Fumić
Fumić je hrvatsko prezime

## Poznati Fumići
- Ivan Fumić, (1930.), bivši predsjednik SABA RH
- Lado Fumić (* 1976.), njemački biciklist
- Manuel Fumić (* 1982.), njemački biciklist

## Podrijetlo prezimena
Fumić - u Lici
Brinje • Letinac
Fumić - Okić 
Klinča Sela[nedostaje izvor]

## Povijesni izvori o prezimenu Fumić
- Fumić, actacroatica.com